# リチャード・アンズリー (第2代アンズリー伯爵)

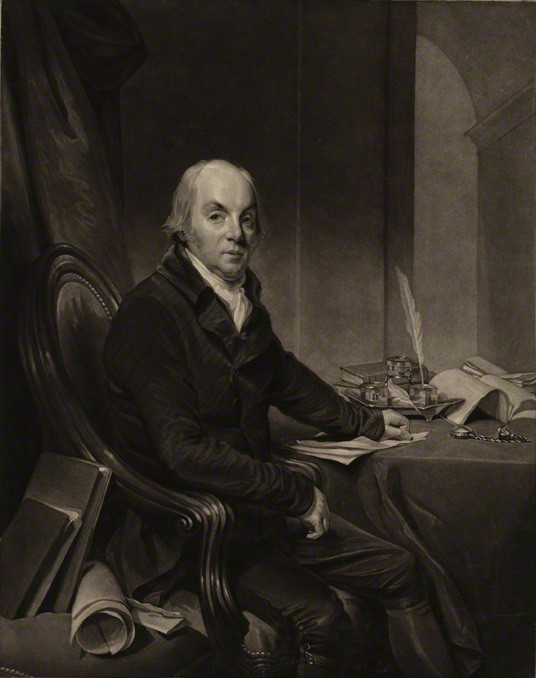
チャールズ・ターナーによるメゾチント、1806年出版。

第2代アンズリー伯爵リチャード・アンズリー（英語: Richard Annesley, 2nd Earl Annesley PC (Ire)、1745年4月14日 – 1824年11月9日）は、アイルランド王国出身の政治家、貴族。

## 生涯
初代グレローリー子爵ウィリアム・アンズリーとアン・ベレスフォード（Anne Beresford、1770年5月12日没、初代ティロン伯爵マーカス・ベレスフォードの娘）の息子として、1745年4月14日に生まれた。1770年にダブリンで法廷弁護士の資格を取得した。
1776年から1783年までコルレイン選挙区の、1783年から1790年までセント・カニス選挙区の、1790年から1797年までニュータウナーズ選挙区の代表としてアイルランド庶民院議員を務めた。1797年の選挙ではブレッシントン選挙区とフォア選挙区の両方で当選し、ブレッシントン選挙区の代表として議員を務めることを選択した。1800年にクロハー選挙区とミドルトン選挙区の両方で当選したが、後にミドルトン選挙区での当選無効が宣言された。さらに同年にアルスター復帰不動産管理官（Escheator of Ulster）に任命される形で議員を辞任した。
議員を務める傍ら、1783年にダウン県長官を、1786年から1795年までアイルランド関税長官（Commissioner of the Customs）を、1795年から1810年までアイルランド物品税長官（Commissioner of the Excise）を務め、1802年から1806年までアイルランド関税長官を再任した。また、1798年にアイルランド枢密院の枢密顧問官に任命された。
1802年12月19日に兄にあたる初代アンズリー伯爵フランシス・チャールズ・アンズリーが死去すると、アンズリー伯爵位を継承した。
1824年11月9日にクロンターフで死去、16日にダウン県キルメガンで埋葬された。息子ウィリアム・リチャードが爵位を継承した。

## 家族
1771年9月25日、アン・ランバート（Anne Lambert、1752年 – 1822年6月30日、ロバート・ランバートの娘）と結婚、4男をもうけた。
- ウィリアム・リチャード（英語版）（1772年 – 1838年） - 第3代アンズリー伯爵
- ロバート（1773年6月1日 – 1825年4月21日） - メアリー・アン・ガンドン（Mary Anne Gandon、1845年3月31日没、建築家ジェームズ・ガンドン（英語版）の娘）と結婚、子供あり。第9代アンズリー伯爵ロバート・アンズリーの先祖にあたる
- アーサー（1774年11月9日 – 1849年11月7日） -  1814年12月28日、エリザベス・マオン（Elizabeth Mahon、ジョン・マオンの娘）と結婚、子供あり
- フランシス・チャールズ（1775年11月21日 – 1832年8月5日） - 1813年7月31日、メアリー・ラドクリフ（Mary Radcliffe、1854年12月没、ウィリアム・ラドクリフの娘）と結婚、子供あり